# Лукошки (Житомирская область)
Лукошки (укр. Лукішки) — село на Украине, находится в Овручском районе Житомирской области.
Код КОАТУУ — 1824288404. Население по переписи 2001 года составляет 309 человек. Почтовый индекс — 11106. Телефонный код — 4148. Занимает площадь 6,57 км².

## Адрес местного совета
11136, Житомирская область, Овручский р-н, с.Черепин